# Sicale de Patagonie
Sicalis lebruni
Espèce
Statut de conservation UICN

 LC  : Préoccupation mineure
Le Sicale de Patagonie (Sicalis lebruni), également appelé bouton-d'or de Magellan, est une espèce de passereaux appartenant à la famille des Thraupidae.

## Répartition
Il vit dans une zone s'étendant du centre de l'Argentine au sud du Chili et de l'Argentine.